# Belga Azul
O gado Belga Azul, raça belga fundada no início do século XX, é fortemente (double) musculoso, e originalmente destinado a carne e leite. Atualmente é principalmente uma raça de carne bovina.